# Zbójnik Madej
Zbój Madej – postać legendarna, zbójnik, na którego w piekle oczekiwała kara w postaci madejowego łoża.

## Legenda świętokrzyska i jej warianty
Zbój Madej zamieszkiwał wraz z matką jaskinię w Górach Świętokrzyskich. Pewnego dnia trafił do niej Bolko – młody chłopak, który szedł do piekła, by odebrać cyrograf, podpisany przez jego ojca – kupca o imieniu Walek. W dokumencie tym jego ojciec obiecał oddać diabłu, który pomógł mu wydostać kupiecki wóz z błota to, co w domu zastanie, a o czym jeszcze nie wie. Uratowany, po powrocie do domu dowiedział się, że podczas jego nieobecności żona powiła mu syna.
Bolko, dowiedziawszy się, że trafił do jaskini Madeja, zbladł ze strachu. Zbój bowiem nikomu nie darował życia: zabił własnego ojca, a matkę pozostawił przy życiu tylko po to, by mu gotowała jedzenie. Kiedy zbój dotarł do jaskini, od razu wyczuł obecność przybysza. Dowiedziawszy się jednak, dokąd zmierza, darował mu życie, pod warunkiem, że chłopak dowie się, jaką karę przygotowują dla Madeja po śmierci. Zgodziwszy się, chłopak wyruszył w dalszą drogę.
Wędrowiec dotarł do piekła, stanął przed obliczem Lucyfera i za pomocą wody święconej zmusił go do wydania cyrografu. Kiedy Lucyfer dowiedział się, że posiadający go diabeł nie chce oddać dokumentu, zagroził mu madejowym łożem. Przerażony czart natychmiast oddał pismo. Zaciekawiony Bolko poprosił o pokazanie mu owego łoża. Było ono zrobione ze stalowej kraty, najeżonej nożami, ostrzami, hakami i szydłami. Po obu końcach miało klamry do skrępowania głowy, rąk i nóg. Z dołu buchały płomienie, zaś z góry skapywała roztopiona siarka. Chłopiec zaczął współczuć Madejowi czekającej go kary.
Wracając, Bolko znów trafił do jaskini Madeja. Kiedy zbójnik usłyszał opis męczarni, jakie na niego czekają, postanowił zerwać z krwawą profesją. Chłopak wziął jego maczugę, wbił ją w ziemię, a następnie zadał mu następującą pokutę: codziennie ma schodzić na kolanach do pobliskiego strumienia, nabierać w usta wody i podlewać maczugę. Kiedy zakwitnie ona i wyda owoce – jego zbrodnie zostaną odpuszczone. Wtedy chłopak jako kapłan przybędzie i rozgrzeszy go. Ponadto zgromadzone pieniądze ma oddać ubogim.
Po 20 latach Bolko został biskupem. Pewnego dnia przejeżdżał w pobliżu dawnej kryjówki Madeja. Wtedy poczuł zapach jabłek, wysłał więc sługi po owoce. Służący wrócili z wiadomością, że jabłka nie dają się zerwać, a obok drzewa klęczy siwobrody starzec. Biskup przypomniał sobie o Madeju, podążył więc pod jabłoń. Tu rozpoczął spowiadanie byłego zbójnika. Z chwilą wyznania kolejnych grzechów, jabłka zamieniały się w gołębie, które ulatywały do nieba. Z chwilą wyznania ostatniego grzechu – zamordowania ojca – ciało zbójnika rozsypało się w proch.
Różnie są wskazywane miejsca położenia jaskini, zamieszkiwanej przez Madeja. Jedne źródła mówią o zboczach Łysej Góry, inne – o Jaskini Zbójeckiej w okolicach Łagowa. Legenda w podobnym brzmieniu jest również łączona z Grotami Nagórzyckimi, położonymi na terenie Tomaszowa Mazowieckiego oraz z terenami pomiędzy Lublińcem a Częstochową.

## Legenda małopolska
Inna legenda, mówiąca o zbóju o imieniu Madej, łączy się z okolicami wsi Rozdziele w gminie Żegocina. Tutejszy zbójnik w XIV wieku rabował kupców, podążających z Węgier do Krakowa. Starannie krył przed rodziną swą profesję: żonie oświadczał, że idzie na polowanie, a ze swych wypraw wracał do domu z upolowaną zwierzyną.
Zrabowane łupy dzielił między siebie i kompanów. Madej zostawiał dla siebie tylko złote dukaty. Zdobycz wkładał do glinianych garnków, które zalepiał gliną i wynosił na strych. Na pytania żony, po co mu tyle naczyń, mówił, że od przybytku głowa nie boli.
Pewnego dnia Madej nie wrócił do domu – został wraz z bandą z rozkazu króla Kazimierza Wielkiego pojmany i stracony na krakowskim Rynku. Jego żona nigdy się o tym nie dowiedziała – sądziła, że zginął podczas polowania. Z czasem jednak, kiedy używane przez nią garnki gliniane ulegały zniszczeniu, sięgnęła na strych po kolejne, które zostawił tam jej mąż. Ze zdziwieniem zobaczyła wysypujące się z jednego z nich złote krążki. Ponieważ nie znała pieniędzy, zaniosła je do miejscowego proboszcza z zapytaniem, co to jest. Ten wyjaśnił, że to pieniądze, które szczęścia nie przyniosą. Ostatecznie wdowa, nie do końca świadoma zawartości pozostałych garnków, ofiarowała je parafii. Został za nie zbudowany nowy kościół w Żegocinie.